# Estadio Ovetenses Unidos
El Estadio Ovetenses Unidos es un estadio de fútbol de Paraguay que se encuentra ubicado en la zona sur de la ciudad de Coronel Oviedo, sobre la Ruta 8 "Blas Garay" y a unos 4 km del cruce con la Ruta 2 "Mariscal Estigarribia". Tiene una capacidad para 10 000 personas, pero está proyectado ampliar su aforo a 50 000 espectadores.

## Historia
En agosto de 2009, la Liga Ovetense de Fútbol presenta el proyecto de construcción de un moderno estadio de fútbol en un predio de 12 hectáreas que posee al sur de la ciudad de Coronel Oviedo, con apoyo de la Gobernación de Caaguazú y de la Secretaría Nacional de Deportes.
En agosto de 2010 inician las obras de la primera etapa, que contemplaba la construcción de las graderías del sector este y oeste, con una capacidad para 10 000 espectadores, la segunda etapa contemplaba la construcción de las graderías norte y sur, con ello la capacidad del estadio aumentaría a 22 000 espectadores.
El 26 de mayo de 2013 se inauguró el estadio y se jugó el primer partido oficial tras la conclusión de las obras de la primera etapa, el encuentro fue por el campeonato de la Liga Ovetense de Fútbol entre los clubes Blas Garay y General Díaz.
En septiembre de 2013 la Secretaría Nacional de Deportes solicitó la clausura del estadio por unos problemas con la seguridad para los espectadores, el sistema de drenaje y el sistema de regadío automático, tras las negociaciones se obtuvieron los fondos para la puesta a punto de las instalaciones y se presentó un nuevo proyecto para la segunda etapa, con una ampliación del aforo a 50 000 espectadores en vez de los 22 000 iniciales.
En agosto de 2014 los problemas de la primera etapa fueron totalmente subsanados y el estadio quedó de nuevo habilitado, también se procedió en la entrega de la obra por parte de la Secretaría Nacional de Deportes a la Gobernación de Caaguazú.
A principios del 2016, se espera aún poder contar con los fondos necesarios para llevar adelante las obras de la segunda etapa. 
Con el ascenso del Ovetense Fútbol Club, tras ganar el campeonato de la Primera División B Nacional en el 2015, el estadio fue usado en la temporada 2016 en el campeonato de la División Intermedia, (Segunda División) del fútbol paraguayo.
En febrero de 2019 la Liga Ovetense de Fútbol trasladó sus oficinas administrativas, tras 48 años de funcionar en su sede original en el centro de la ciudad de Coronel Oviedo a los amplios locales con que cuenta el estadio.